# ATP Tour 2019
ATP Tour 2019 – sezon profesjonalnych męskich turniejów tenisowych organizowanych przez Association of Tennis Professionals w 2019 roku. ATP Tour 2019 obejmuje turnieje wielkoszlemowe (organizowane przez Międzynarodową Federację Tenisową), turnieje rangi ATP Tour Masters 1000, ATP Tour 500, ATP Tour 250, zawody Pucharu Davisa (organizowane przez ITF) oraz kończące sezon zawody ATP Finals.

## Kalendarz turniejów
| Wielki Szlem          |
| ATP Finals            |
| ATP Tour Masters 1000 |
| ATP Tour 500          |
| ATP Tour 250          |

### Styczeń
| Tydzień | Data        | Turniej                                                         | Zwycięzcy                           | Wynik                  | Finaliści                         | Półfinaliści                             | Ćwierćfinaliści                                                        |
| ------- | ----------- | --------------------------------------------------------------- | ----------------------------------- | ---------------------- | --------------------------------- | ---------------------------------------- | ---------------------------------------------------------------------- |
| 1.      | 31 grudnia  | Brisbane International Brisbane ATP Tour 250 589 680 $ – Twarda | Kei Nishikori                       | 6:4, 3:6, 6:2          | Daniił Miedwiediew                | Jo-Wilfried Tsonga Jérémy Chardy         | Alex de Minaur Milos Raonic Yasutaka Uchiyama Grigor Dimitrow          |
| 1.      | 31 grudnia  | Brisbane International Brisbane ATP Tour 250 589 680 $ – Twarda | Marcus Daniell Wesley Koolhof       | 6:4, 7:6(6)            | Rajeev Ram Joe Salisbury          | Jo-Wilfried Tsonga Jérémy Chardy         | Alex de Minaur Milos Raonic Yasutaka Uchiyama Grigor Dimitrow          |
| 1.      | 31 grudnia  | Qatar ExxonMobil Open Doha ATP Tour 250 1 416 205 $ – Twarda    | Roberto Bautista-Agut               | 6:4, 3:6, 6:3          | Tomáš Berdych                     | Novak Đoković Marco Cecchinato           | Nikoloz Basilaszwili Stan Wawrinka Dušan Lajović Pierre-Hugues Herbert |
| 1.      | 31 grudnia  | Qatar ExxonMobil Open Doha ATP Tour 250 1 416 205 $ – Twarda    | David Goffin Pierre-Hugues Herbert  | 5:7, 6:4, 10–4         | Robin Haase Matwé Middelkoop      | Novak Đoković Marco Cecchinato           | Nikoloz Basilaszwili Stan Wawrinka Dušan Lajović Pierre-Hugues Herbert |
| 1.      | 31 grudnia  | Maharashtra Open Pune ATP Tour 250 589 680 $ – Twarda           | Kevin Anderson                      | 7:6(4), 6:7(2), 7:6(5) | Ivo Karlović                      | Gilles Simon Steve Darcis                | Jaume Munar Benoît Paire Malik al-Dżaziri Ernests Gulbis               |
| 1.      | 31 grudnia  | Maharashtra Open Pune ATP Tour 250 589 680 $ – Twarda           | Rohan Bopanna Divij Sharan          | 6:3, 6:4               | Luke Bambridge Jonny O’Mara       | Gilles Simon Steve Darcis                | Jaume Munar Benoît Paire Malik al-Dżaziri Ernests Gulbis               |
| 2.      | 6 stycznia  | Sydney International Sydney ATP Tour 250 589 680 $ – Twarda     | Alex de Minaur                      | 7:5, 7:6(5)            | Andreas Seppi                     | Diego Schwartzman Gilles Simon           | Stefanos Tsitsipas Yoshihito Nishioka John Millman Jordan Thompson     |
| 2.      | 6 stycznia  | Sydney International Sydney ATP Tour 250 589 680 $ – Twarda     | Jamie Murray Bruno Soares           | 6:4, 6:3               | Juan Sebastián Cabal Robert Farah | Diego Schwartzman Gilles Simon           | Stefanos Tsitsipas Yoshihito Nishioka John Millman Jordan Thompson     |
| 2.      | 7 stycznia  | ASB Classic Auckland ATP Tour 250 589 680 $ – Twarda            | Tennys Sandgren                     | 6:4, 6:2               | Cameron Norrie                    | Jan-Lennard Struff Philipp Kohlschreiber | Taylor Fritz Pablo Carreño-Busta Leonardo Mayer Fabio Fognini          |
| 2.      | 7 stycznia  | ASB Classic Auckland ATP Tour 250 589 680 $ – Twarda            | Ben McLachlan Jan-Lennard Struff    | 6:3, 6:4               | Raven Klaasen Michael Venus       | Jan-Lennard Struff Philipp Kohlschreiber | Taylor Fritz Pablo Carreño-Busta Leonardo Mayer Fabio Fognini          |
| 3.–4.   | 14 stycznia | Australian Open Melbourne Wielki Szlem 28 814 100 A$ – Twarda   | Novak Đoković                       | 6:3, 6:2, 6:3          | Rafael Nadal                      | Lucas Pouille Stefanos Tsitsipas         | Kei Nishikori Milos Raonic Roberto Bautista-Agut Frances Tiafoe        |
| 3.–4.   | 14 stycznia | Australian Open Melbourne Wielki Szlem 28 814 100 A$ – Twarda   | Pierre-Hugues Herbert Nicolas Mahut | 6:4, 7:6(1)            | Henri Kontinen John Peers         | Lucas Pouille Stefanos Tsitsipas         | Kei Nishikori Milos Raonic Roberto Bautista-Agut Frances Tiafoe        |
| 3.–4.   | 14 stycznia | Australian Open Melbourne Wielki Szlem 28 814 100 A$ – Twarda   | Barbora Krejčíková Rajeev Ram       | 7:6(3), 6:1            | Astra Sharma John-Patrick Smith   | Lucas Pouille Stefanos Tsitsipas         | Kei Nishikori Milos Raonic Roberto Bautista-Agut Frances Tiafoe        |

### Luty
| Tydzień | Data      | Turniej                                                               | Zwycięzcy                         | Wynik               | Finaliści                              | Półfinaliści                     | Ćwierćfinaliści                                                          |
| ------- | --------- | --------------------------------------------------------------------- | --------------------------------- | ------------------- | -------------------------------------- | -------------------------------- | ------------------------------------------------------------------------ |
| 6.      | 4 lutego  | Open Sud de France Montpellier ATP Tour 250 586 140 € – Twarda (hala) | Jo-Wilfried Tsonga                | 6:4, 6:2            | Pierre-Hugues Herbert                  | Radu Albot Tomáš Berdych         | Markos Pagdatis Jérémy Chardy Denis Shapovalov Filip Krajinović          |
| 6.      | 4 lutego  | Open Sud de France Montpellier ATP Tour 250 586 140 € – Twarda (hala) | Ivan Dodig Édouard Roger-Vasselin | 6:4, 6:3            | Benjamin Bonzi Antoine Hoang           | Radu Albot Tomáš Berdych         | Markos Pagdatis Jérémy Chardy Denis Shapovalov Filip Krajinović          |
| 6.      | 4 lutego  | Sofia Open Sofia ATP Tour 250 586 140 € – Twarda (hala)               | Daniił Miedwiediew                | 6:4, 6:3            | Márton Fucsovics                       | Matteo Berrettini Gaël Monfils   | Fernando Verdasco Roberto Bautista-Agut Martin Kližan Stefanos Tsitsipas |
| 6.      | 4 lutego  | Sofia Open Sofia ATP Tour 250 586 140 € – Twarda (hala)               | Nikola Mektić Jürgen Melzer       | 6:2, 4:6, 10–2      | Hsieh Cheng-peng Christopher Rungkat   | Matteo Berrettini Gaël Monfils   | Fernando Verdasco Roberto Bautista-Agut Martin Kližan Stefanos Tsitsipas |
| 6.      | 4 lutego  | Córdoba Open Córdoba ATP Tour 250 589 680 $ – Ceglana                 | Juan Ignacio Londero              | 3:6, 7:5, 6:1       | Guido Pella                            | Pablo Cuevas Federico Delbonis   | Aljaž Bedene Diego Schwartzman Pedro Cachín Jaume Munar                  |
| 6.      | 4 lutego  | Córdoba Open Córdoba ATP Tour 250 589 680 $ – Ceglana                 | Roman Jebavý Andrés Molteni       | 6:4, 7:6(4)         | Máximo González Horacio Zeballos       | Pablo Cuevas Federico Delbonis   | Aljaž Bedene Diego Schwartzman Pedro Cachín Jaume Munar                  |
| 7.      | 11 lutego | Rotterdam Open Rotterdam ATP Tour 500 2 098 480 € – Twarda (hala)     | Gaël Monfils                      | 6:3, 1:6, 6:2       | Stan Wawrinka                          | Kei Nishikori Daniił Miedwiediew | Márton Fucsovics Denis Shapovalov Damir Džumhur Jo-Wilfried Tsonga       |
| 7.      | 11 lutego | Rotterdam Open Rotterdam ATP Tour 500 2 098 480 € – Twarda (hala)     | Jérémy Chardy Henri Kontinen      | 7:6(5), 7:6(4)      | Jean-Julien Rojer Horia Tecău          | Kei Nishikori Daniił Miedwiediew | Márton Fucsovics Denis Shapovalov Damir Džumhur Jo-Wilfried Tsonga       |
| 7.      | 11 lutego | New York Open Nowy Jork ATP Tour 250 777 385 $ – Twarda (hala)        | Reilly Opelka                     | 6:1, 6:7(7), 7:6(7) | Brayden Schnur                         | John Isner Sam Querrey           | Jordan Thompson Guillermo García-López Paolo Lorenzi Jason Jung          |
| 7.      | 11 lutego | New York Open Nowy Jork ATP Tour 250 777 385 $ – Twarda (hala)        | Kevin Krawietz Andreas Mies       | 6:4, 7:5            | Santiago González Aisam-ul-Haq Qureshi | John Isner Sam Querrey           | Jordan Thompson Guillermo García-López Paolo Lorenzi Jason Jung          |
| 7.      | 11 lutego | Argentina Open Buenos Aires ATP Tour 250 673 135 $ – Ceglana          | Marco Cecchinato                  | 6:1, 6:2            | Diego Schwartzman                      | Dominic Thiem Guido Pella        | Pablo Cuevas Albert Ramos-Viñolas Roberto Carballés Baena Jaume Munar    |
| 7.      | 11 lutego | Argentina Open Buenos Aires ATP Tour 250 673 135 $ – Ceglana          | Máximo González Horacio Zeballos  | 6:1, 6:1            | Diego Schwartzman Dominic Thiem        | Dominic Thiem Guido Pella        | Pablo Cuevas Albert Ramos-Viñolas Roberto Carballés Baena Jaume Munar    |
| 8.      | 18 lutego | Rio Open Rio de Janeiro ATP Tour 500 1 937 740 $ – Ceglana            | Laslo Đere                        | 6:3, 7:5            | Félix Auger-Aliassime                  | Aljaž Bedene Pablo Cuevas        | Casper Ruud Hugo Dellien Albert Ramos-Viñolas Jaume Munar                |
| 8.      | 18 lutego | Rio Open Rio de Janeiro ATP Tour 500 1 937 740 $ – Ceglana            | Máximo González Nicolás Jarry     | 6:7(3), 6:3, 10–7   | Thomaz Bellucci Rogério Dutra Silva    | Aljaž Bedene Pablo Cuevas        | Casper Ruud Hugo Dellien Albert Ramos-Viñolas Jaume Munar                |
| 8.      | 18 lutego | Open 13 Marsylia ATP Tour 250 744 010 € – Twarda (hala)               | Stefanos Tsitsipas                | 7:5, 7:6(5)         | Michaił Kukuszkin                      | David Goffin Ugo Humbert         | Serhij Stachowski Gilles Simon Andriej Rublow Matthias Bachinger         |
| 8.      | 18 lutego | Open 13 Marsylia ATP Tour 250 744 010 € – Twarda (hala)               | Jérémy Chardy Fabrice Martin      | 6:3, 6:7(4), 10–3   | Ben McLachlan Matwé Middelkoop         | David Goffin Ugo Humbert         | Serhij Stachowski Gilles Simon Andriej Rublow Matthias Bachinger         |
| 8.      | 18 lutego | Delray Beach Open Delray Beach ATP Tour 250 651 215 $ – Twarda        | Radu Albot                        | 3:6, 6:3, 7:6(7)    | Daniel Evans                           | Mackenzie McDonald John Isner    | Juan Martín del Potro Steve Johnson Andreas Seppi Adrian Mannarino       |
| 8.      | 18 lutego | Delray Beach Open Delray Beach ATP Tour 250 651 215 $ – Twarda        | Bob Bryan Mike Bryan              | 7:6(5), 6:4         | Ken Skupski Neal Skupski               | Mackenzie McDonald John Isner    | Juan Martín del Potro Steve Johnson Andreas Seppi Adrian Mannarino       |
| 9.      | 25 lutego | Dubai Tennis Championships Dubaj ATP Tour 500 2 887 895 $ – Twarda    | Roger Federer                     | 6:4, 6:4            | Stefanos Tsitsipas                     | Gaël Monfils Borna Ćorić         | Hubert Hurkacz Ričardas Berankis Nikoloz Basilaszwili Márton Fucsovics   |
| 9.      | 25 lutego | Dubai Tennis Championships Dubaj ATP Tour 500 2 887 895 $ – Twarda    | Rajeev Ram Joe Salisbury          | 7:6(4), 6:3         | Ben McLachlan Jan-Lennard Struff       | Gaël Monfils Borna Ćorić         | Hubert Hurkacz Ričardas Berankis Nikoloz Basilaszwili Márton Fucsovics   |
| 9.      | 25 lutego | Abierto Mexicano Telcel Acapulco ATP Tour 500 1 931 110 $ – Twarda    | Nick Kyrgios                      | 6:3, 6:4            | Alexander Zverev                       | John Isner Cameron Norrie        | Stan Wawrinka John Millman Mackenzie McDonald Alex de Minaur             |
| 9.      | 25 lutego | Abierto Mexicano Telcel Acapulco ATP Tour 500 1 931 110 $ – Twarda    | Alexander Zverev Mischa Zverev    | 2:6, 7:6(4), 10–5   | Austin Krajicek Artem Sitak            | John Isner Cameron Norrie        | Stan Wawrinka John Millman Mackenzie McDonald Alex de Minaur             |
| 9.      | 25 lutego | Brasil Open São Paulo ATP Tour 250 618 810 $ – Ceglana (hala)         | Guido Pella                       | 7:5, 6:3            | Cristian Garín                         | Casper Ruud Laslo Đere           | Hugo Dellien Leonardo Mayer Marco Trungelliti Félix Auger-Aliassime      |
| 9.      | 25 lutego | Brasil Open São Paulo ATP Tour 250 618 810 $ – Ceglana (hala)         | Federico Delbonis Máximo González | 6:4, 6:3            | Luke Bambridge Jonny O’Mara            | Casper Ruud Laslo Đere           | Hugo Dellien Leonardo Mayer Marco Trungelliti Félix Auger-Aliassime      |

### Marzec
| Tydzień | Data     | Turniej                                                                  | Zwycięzcy                      | Wynik          | Finaliści                         | Półfinaliści                           | Ćwierćfinaliści                                                 |
| ------- | -------- | ------------------------------------------------------------------------ | ------------------------------ | -------------- | --------------------------------- | -------------------------------------- | --------------------------------------------------------------- |
| 10.–11. | 7 marca  | BNP Paribas Open Indian Wells ATP Tour Masters 1000 9 314 875 $ – Twarda | Dominic Thiem                  | 3:6, 6:3, 7:5  | Roger Federer                     | Milos Raonic Rafael Nadal              | Gaël Monfils Miomir Kecmanović Hubert Hurkacz Karen Chaczanow   |
| 10.–11. | 7 marca  | BNP Paribas Open Indian Wells ATP Tour Masters 1000 9 314 875 $ – Twarda | Nikola Mektić Horacio Zeballos | 4:6, 6:4, 10–3 | Łukasz Kubot Marcelo Melo         | Milos Raonic Rafael Nadal              | Gaël Monfils Miomir Kecmanović Hubert Hurkacz Karen Chaczanow   |
| 12.–13. | 20 marca | Miami Open Miami ATP Tour Masters 1000 9 314 875 $ – Twarda              | Roger Federer                  | 6:1, 6:4       | John Isner                        | Félix Auger-Aliassime Denis Shapovalov | Roberto Bautista-Agut Borna Ćorić Kevin Anderson Frances Tiafoe |
| 12.–13. | 20 marca | Miami Open Miami ATP Tour Masters 1000 9 314 875 $ – Twarda              | Bob Bryan Mike Bryan           | 7:5, 7:6(8)    | Wesley Koolhof Stefanos Tsitsipas | Félix Auger-Aliassime Denis Shapovalov | Roberto Bautista-Agut Borna Ćorić Kevin Anderson Frances Tiafoe |

### Kwiecień
| Tydzień | Data        | Turniej                                                                     | Zwycięzcy                              | Wynik                | Finaliści                         | Półfinaliści                             | Ćwierćfinaliści                                                      |
| ------- | ----------- | --------------------------------------------------------------------------- | -------------------------------------- | -------------------- | --------------------------------- | ---------------------------------------- | -------------------------------------------------------------------- |
| 15.     | 8 kwietnia  | US Men’s Clay Court Championship Houston ATP Tour 250 652 245 $ – Ceglana   | Cristian Garín                         | 7:6(4), 4:6, 6:3     | Casper Ruud                       | Daniel Elahi Galán Sam Querrey           | Jordan Thompson Marcel Granollers Janko Tipsarević Henri Laaksonen   |
| 15.     | 8 kwietnia  | US Men’s Clay Court Championship Houston ATP Tour 250 652 245 $ – Ceglana   | Santiago González Aisam-ul-Haq Qureshi | 3:6, 6:4, 10–6       | Ken Skupski Neal Skupski          | Daniel Elahi Galán Sam Querrey           | Jordan Thompson Marcel Granollers Janko Tipsarević Henri Laaksonen   |
| 15.     | 8 kwietnia  | Grand Prix Hassan II Marrakesz ATP Tour 250 586 140 € – Ceglana             | Benoît Paire                           | 6:2, 6:3             | Pablo Andújar                     | Jo-Wilfried Tsonga Gilles Simon          | Jaume Munar Lorenzo Sonego Taro Daniel Jiří Veselý                   |
| 15.     | 8 kwietnia  | Grand Prix Hassan II Marrakesz ATP Tour 250 586 140 € – Ceglana             | Jürgen Melzer Franko Škugor            | 6:4, 7:6(6)          | Matwé Middelkoop Frederik Nielsen | Jo-Wilfried Tsonga Gilles Simon          | Jaume Munar Lorenzo Sonego Taro Daniel Jiří Veselý                   |
| 16.     | 14 kwietnia | Monte Carlo Masters Monte Carlo ATP Tour Masters 1000 5 585 030 € – Ceglana | Fabio Fognini                          | 6:3, 6:4             | Dušan Lajović                     | Daniił Miedwiediew Rafael Nadal          | Novak Đoković Lorenzo Sonego Borna Ćorić Guido Pella                 |
| 16.     | 14 kwietnia | Monte Carlo Masters Monte Carlo ATP Tour Masters 1000 5 585 030 € – Ceglana | Nikola Mektić Franko Škugor            | 6:7(3), 7:6(3), 11–9 | Robin Haase Wesley Koolhof        | Daniił Miedwiediew Rafael Nadal          | Novak Đoković Lorenzo Sonego Borna Ćorić Guido Pella                 |
| 17.     | 22 kwietnia | Barcelona Open Barcelona ATP Tour 500 2 746 455 € – Ceglana                 | Dominic Thiem                          | 6:4, 6:0             | Daniił Miedwiediew                | Rafael Nadal Kei Nishikori               | Jan-Lennard Struff Guido Pella Roberto Carballés Baena Nicolás Jarry |
| 17.     | 22 kwietnia | Barcelona Open Barcelona ATP Tour 500 2 746 455 € – Ceglana                 | Juan Sebastián Cabal Robert Farah      | 6:4, 7:6(4)          | Jamie Murray Bruno Soares         | Rafael Nadal Kei Nishikori               | Jan-Lennard Struff Guido Pella Roberto Carballés Baena Nicolás Jarry |
| 17.     | 22 kwietnia | Hungarian Open Budapeszt ATP Tour 250 586 140 € – Ceglana                   | Matteo Berrettini                      | 4:6, 6:3, 6:1        | Filip Krajinović                  | Laslo Đere Pierre-Hugues Herbert         | Pablo Cuevas Nikoloz Basilaszwili Attila Balázs Borna Ćorić          |
| 17.     | 22 kwietnia | Hungarian Open Budapeszt ATP Tour 250 586 140 € – Ceglana                   | Ken Skupski Neal Skupski               | 6:3, 6:4             | Marcus Daniell Wesley Koolhof     | Laslo Đere Pierre-Hugues Herbert         | Pablo Cuevas Nikoloz Basilaszwili Attila Balázs Borna Ćorić          |
| 18.     | 29 kwietnia | Estoril Open Estoril ATP Tour 250 586 140 € – Ceglana                       | Stefanos Tsitsipas                     | 6:3, 7:6(4)          | Pablo Cuevas                      | David Goffin Alejandro Davidovich Fokina | João Domingues Malik al-Dżaziri Gaël Monfils Frances Tiafoe          |
| 18.     | 29 kwietnia | Estoril Open Estoril ATP Tour 250 586 140 € – Ceglana                       | Jérémy Chardy Fabrice Martin           | 7:5, 7:6(3)          | Luke Bambridge Jonny O’Mara       | David Goffin Alejandro Davidovich Fokina | João Domingues Malik al-Dżaziri Gaël Monfils Frances Tiafoe          |
| 18.     | 29 kwietnia | BMW Open Monachium ATP Tour 250 586 140 € – Ceglana                         | Cristian Garín                         | 6:1, 3:6, 7:6(1)     | Matteo Berrettini                 | Marco Cecchinato Roberto Bautista-Agut   | Alexander Zverev Márton Fucsovics Guido Pella Philipp Kohlschreiber  |
| 18.     | 29 kwietnia | BMW Open Monachium ATP Tour 250 586 140 € – Ceglana                         | Frederik Nielsen Tim Pütz              | 6:4, 6:2             | Marcelo Demoliner Divij Sharan    | Marco Cecchinato Roberto Bautista-Agut   | Alexander Zverev Márton Fucsovics Guido Pella Philipp Kohlschreiber  |

### Maj
| Tydzień | Data    | Turniej                                                                  | Zwycięzcy                         | Wynik              | Finaliści                       | Półfinaliści                         | Ćwierćfinaliści                                                         |
| ------- | ------- | ------------------------------------------------------------------------ | --------------------------------- | ------------------ | ------------------------------- | ------------------------------------ | ----------------------------------------------------------------------- |
| 19.     | 5 maja  | Madrid Open Madryt ATP Tour Masters 1000 7 279 270 € – Ceglana           | Novak Đoković                     | 6:3, 6:4           | Stefanos Tsitsipas              | Dominic Thiem Rafael Nadal           | Marin Čilić Roger Federer Alexander Zverev Stan Wawrinka                |
| 19.     | 5 maja  | Madrid Open Madryt ATP Tour Masters 1000 7 279 270 € – Ceglana           | Jean-Julien Rojer Horia Tecău     | 6:2, 6:3           | Diego Schwartzman Dominic Thiem | Dominic Thiem Rafael Nadal           | Marin Čilić Roger Federer Alexander Zverev Stan Wawrinka                |
| 20.     | 12 maja | Internazionali d’Italia Rzym ATP Tour Masters 1000 5 791 280 € – Ceglana | Rafael Nadal                      | 6:0, 4:6, 6:1      | Novak Đoković                   | Diego Schwartzman Stefanos Tsitsipas | Juan Martín del Potro Kei Nishikori Roger Federer Fernando Verdasco     |
| 20.     | 12 maja | Internazionali d’Italia Rzym ATP Tour Masters 1000 5 791 280 € – Ceglana | Juan Sebastián Cabal Robert Farah | 6:1, 6:3           | Raven Klaasen Michael Venus     | Diego Schwartzman Stefanos Tsitsipas | Juan Martín del Potro Kei Nishikori Roger Federer Fernando Verdasco     |
| 21.     | 19 maja | Geneva Open Genewa ATP Tour 250 586 140 € – Ceglana                      | Alexander Zverev                  | 6:3, 3:6, 7:6(8)   | Nicolás Jarry                   | Federico Delbonis Radu Albot         | Hugo Dellien Albert Ramos-Viñolas Taro Daniel Damir Džumhur             |
| 21.     | 19 maja | Geneva Open Genewa ATP Tour 250 586 140 € – Ceglana                      | Oliver Marach Mate Pavić          | 6:4, 6:4           | Matthew Ebden Robert Lindstedt  | Federico Delbonis Radu Albot         | Hugo Dellien Albert Ramos-Viñolas Taro Daniel Damir Džumhur             |
| 21.     | 19 maja | Lyon Open Lyon ATP Tour 250 586 140 € – Ceglana                          | Benoît Paire                      | 6:4, 6:3           | Félix Auger-Aliassime           | Nikoloz Basilaszwili Taylor Fritz    | Jo-Wilfried Tsonga Steve Johnson Denis Shapovalov Roberto Bautista-Agut |
| 21.     | 19 maja | Lyon Open Lyon ATP Tour 250 586 140 € – Ceglana                          | Ivan Dodig Édouard Roger-Vasselin | 6:4, 6:3           | Ken Skupski Neal Skupski        | Nikoloz Basilaszwili Taylor Fritz    | Jo-Wilfried Tsonga Steve Johnson Denis Shapovalov Roberto Bautista-Agut |
| 22.–23. | 26 maja | French Open Paryż Wielki Szlem 20 297 500 € – Ceglana                    | Rafael Nadal                      | 6:3, 5:7, 6:1, 6:1 | Dominic Thiem                   | Novak Đoković Roger Federer          | Alexander Zverev Karen Chaczanow Stan Wawrinka Kei Nishikori            |
| 22.–23. | 26 maja | French Open Paryż Wielki Szlem 20 297 500 € – Ceglana                    | Kevin Krawietz Andreas Mies       | 6:2, 7:6(3)        | Jérémy Chardy Fabrice Martin    | Novak Đoković Roger Federer          | Alexander Zverev Karen Chaczanow Stan Wawrinka Kei Nishikori            |
| 22.–23. | 26 maja | French Open Paryż Wielki Szlem 20 297 500 € – Ceglana                    | Latisha Chan Ivan Dodig           | 6:1, 7:6(5)        | Gabriela Dabrowski Mate Pavić   | Novak Đoković Roger Federer          | Alexander Zverev Karen Chaczanow Stan Wawrinka Kei Nishikori            |

### Czerwiec
| Tydzień | Data       | Turniej                                                                | Zwycięzcy                         | Wynik               | Finaliści                        | Półfinaliści                             | Ćwierćfinaliści                                                    |
| ------- | ---------- | ---------------------------------------------------------------------- | --------------------------------- | ------------------- | -------------------------------- | ---------------------------------------- | ------------------------------------------------------------------ |
| 24.     | 10 czerwca | MercedesCup Stuttgart ATP Tour 250 754 540 € – Trawiasta               | Matteo Berrettini                 | 6:4, 7:6(11)        | Félix Auger-Aliassime            | Milos Raonic Jan-Lennard Struff          | Dustin Brown Márton Fucsovics Lucas Pouille Denis Kudla            |
| 24.     | 10 czerwca | MercedesCup Stuttgart ATP Tour 250 754 540 € – Trawiasta               | John Peers Bruno Soares           | 7:5, 6:3            | Rohan Bopanna Denis Shapovalov   | Milos Raonic Jan-Lennard Struff          | Dustin Brown Márton Fucsovics Lucas Pouille Denis Kudla            |
| 24.     | 10 czerwca | Rosmalen Open Rosmalen ATP Tour 250 711 275 € – Trawiasta              | Adrian Mannarino                  | 7:6(7), 6:3         | Jordan Thompson                  | Richard Gasquet Borna Ćorić              | Nicolás Jarry Alex de Minaur David Goffin Cristian Garín           |
| 24.     | 10 czerwca | Rosmalen Open Rosmalen ATP Tour 250 711 275 € – Trawiasta              | Dominic Inglot Austin Krajicek    | 6:4, 4:6, 10–4      | Marcus Daniell Wesley Koolhof    | Richard Gasquet Borna Ćorić              | Nicolás Jarry Alex de Minaur David Goffin Cristian Garín           |
| 25.     | 17 czerwca | Queen’s Club Championships Londyn ATP Tour 500 2 219 150 € – Trawiasta | Feliciano López                   | 6:2, 6:7(4), 7:6(2) | Gilles Simon                     | Félix Auger-Aliassime Daniił Miedwiediew | Stefanos Tsitsipas Milos Raonic Diego Schwartzman Nicolas Mahut    |
| 25.     | 17 czerwca | Queen’s Club Championships Londyn ATP Tour 500 2 219 150 € – Trawiasta | Feliciano López Andy Murray       | 7:6(6), 5:7, 10–5   | Rajeev Ram Joe Salisbury         | Félix Auger-Aliassime Daniił Miedwiediew | Stefanos Tsitsipas Milos Raonic Diego Schwartzman Nicolas Mahut    |
| 25.     | 17 czerwca | Halle Open Halle ATP Tour 500 2 219 150 € – Trawiasta                  | Roger Federer                     | 7:6(2), 6:1         | David Goffin                     | Pierre-Hugues Herbert Matteo Berrettini  | Roberto Bautista-Agut Borna Ćorić Karen Chaczanow Alexander Zverev |
| 25.     | 17 czerwca | Halle Open Halle ATP Tour 500 2 219 150 € – Trawiasta                  | Raven Klaasen Michael Venus       | 4:6, 6:3, 10–4      | Łukasz Kubot Marcelo Melo        | Pierre-Hugues Herbert Matteo Berrettini  | Roberto Bautista-Agut Borna Ćorić Karen Chaczanow Alexander Zverev |
| 26.     | 23 czerwca | Antalya Open Antalya ATP Tour 250 507 490 € – Trawiasta                | Lorenzo Sonego                    | 6:7(5), 7:6(5), 6:1 | Miomir Kecmanović                | Jordan Thompson Pablo Carreño-Busta      | Viktor Troicki Damir Džumhur Bernard Tomic Adrian Mannarino        |
| 26.     | 23 czerwca | Antalya Open Antalya ATP Tour 250 507 490 € – Trawiasta                | Jonatan Erlich Artem Sitak        | 6:3, 6:4            | Ivan Dodig Filip Polášek         | Jordan Thompson Pablo Carreño-Busta      | Viktor Troicki Damir Džumhur Bernard Tomic Adrian Mannarino        |
| 26.     | 24 czerwca | Eastbourne International Eastbourne ATP Tour 250 745 880 € – Trawiasta | Taylor Fritz                      | 6:3, 6:4            | Sam Querrey                      | Kyle Edmund Thomas Fabbiano              | Hubert Hurkacz Daniel Evans Fernando Verdasco Gilles Simon         |
| 26.     | 24 czerwca | Eastbourne International Eastbourne ATP Tour 250 745 880 € – Trawiasta | Juan Sebastián Cabal Robert Farah | 3:6, 7:6(4), 10–6   | Máximo González Horacio Zeballos | Kyle Edmund Thomas Fabbiano              | Hubert Hurkacz Daniel Evans Fernando Verdasco Gilles Simon         |

### Lipiec
| Tydzień | Data     | Turniej                                                              | Zwycięzcy                           | Wynik                               | Finaliści                                 | Półfinaliści                           | Ćwierćfinaliści                                                             |
| ------- | -------- | -------------------------------------------------------------------- | ----------------------------------- | ----------------------------------- | ----------------------------------------- | -------------------------------------- | --------------------------------------------------------------------------- |
| 27.–28. | 1 lipca  | Wimbledon Londyn Wielki Szlem 17 984 000 £ – Trawiasta               | Novak Đoković                       | 7:6(5), 1:6, 7:6(4), 4:6, 13:12(3)  | Roger Federer                             | Roberto Bautista-Agut Rafael Nadal     | David Goffin Guido Pella Sam Querrey Kei Nishikori                          |
| 27.–28. | 1 lipca  | Wimbledon Londyn Wielki Szlem 17 984 000 £ – Trawiasta               | Juan Sebastián Cabal Robert Farah   | 6:7(5), 7:6(5), 7:6(6), 6:7(5), 6:3 | Nicolas Mahut Édouard Roger-Vasselin      | Roberto Bautista-Agut Rafael Nadal     | David Goffin Guido Pella Sam Querrey Kei Nishikori                          |
| 27.–28. | 1 lipca  | Wimbledon Londyn Wielki Szlem 17 984 000 £ – Trawiasta               | Latisha Chan Ivan Dodig             | 6:2, 6:3                            | Jeļena Ostapenko Robert Lindstedt         | Roberto Bautista-Agut Rafael Nadal     | David Goffin Guido Pella Sam Querrey Kei Nishikori                          |
| 29.     | 15 lipca | Hall of Fame Open Newport ATP Tour 250 652 245 $ – Trawiasta         | John Isner                          | 7:6(2), 6:3                         | Aleksandr Bublik                          | Ugo Humbert Marcel Granollers          | Matthew Ebden Ilja Iwaszka Mischa Zverev Tennys Sandgren                    |
| 29.     | 15 lipca | Hall of Fame Open Newport ATP Tour 250 652 245 $ – Trawiasta         | Marcel Granollers Serhij Stachowski | 6:7(10), 6:4, 13–11                 | Marcelo Arévalo Miguel Ángel Reyes-Varela | Ugo Humbert Marcel Granollers          | Matthew Ebden Ilja Iwaszka Mischa Zverev Tennys Sandgren                    |
| 29.     | 15 lipca | Swedish Open Båstad ATP Tour 250 586 140 € – Ceglana                 | Nicolás Jarry                       | 7:6(7), 6:4                         | Juan Ignacio Londero                      | Federico Delbonis Albert Ramos-Viñolas | Jérémy Chardy João Sousa Richard Gasquet Roberto Carballés Baena            |
| 29.     | 15 lipca | Swedish Open Båstad ATP Tour 250 586 140 € – Ceglana                 | Sander Gillé Joran Vliegen          | 6:7(5), 7:5, 10–5                   | Federico Delbonis Horacio Zeballos        | Federico Delbonis Albert Ramos-Viñolas | Jérémy Chardy João Sousa Richard Gasquet Roberto Carballés Baena            |
| 29.     | 15 lipca | Croatia Open Umag Umag ATP Tour 250 586 140 € – Ceglana              | Dušan Lajović                       | 7:5, 7:5                            | Attila Balázs                             | Laslo Đere Salvatore Caruso            | Stefano Travaglia Leonardo Mayer Aljaž Bedene Facundo Bagnis                |
| 29.     | 15 lipca | Croatia Open Umag Umag ATP Tour 250 586 140 € – Ceglana              | Robin Haase Philipp Oswald          | 7:5, 6:7(2), 14–12                  | Oliver Marach Jürgen Melzer               | Laslo Đere Salvatore Caruso            | Stefano Travaglia Leonardo Mayer Aljaž Bedene Facundo Bagnis                |
| 30.     | 22 lipca | Hamburg European Open Hamburg ATP Tour 500 1 855 490 € – Ceglana     | Nikoloz Basilaszwili                | 7:5, 4:6, 6:3                       | Andriej Rublow                            | Pablo Carreño-Busta Alexander Zverev   | Dominic Thiem Fabio Fognini Jérémy Chardy Filip Krajinović                  |
| 30.     | 22 lipca | Hamburg European Open Hamburg ATP Tour 500 1 855 490 € – Ceglana     | Oliver Marach Jürgen Melzer         | 6:2, 7:6(3)                         | Robin Haase Wesley Koolhof                | Pablo Carreño-Busta Alexander Zverev   | Dominic Thiem Fabio Fognini Jérémy Chardy Filip Krajinović                  |
| 30.     | 22 lipca | Atlanta Open Atlanta ATP Tour 250 777 385 $ – Twarda                 | Alex de Minaur                      | 6:3, 7:6(2)                         | Taylor Fritz                              | Reilly Opelka Cameron Norrie           | Daniel Evans Bernard Tomic Alexei Popyrin Miomir Kecmanović                 |
| 30.     | 22 lipca | Atlanta Open Atlanta ATP Tour 250 777 385 $ – Twarda                 | Dominic Inglot Austin Krajicek      | 6:4, 6:7(5), 11–9                   | Bob Bryan Mike Bryan                      | Reilly Opelka Cameron Norrie           | Daniel Evans Bernard Tomic Alexei Popyrin Miomir Kecmanović                 |
| 30.     | 22 lipca | Swiss Open Gstaad Gstaad ATP Tour 250 586 140 € – Ceglana            | Albert Ramos-Viñolas                | 6:3, 6:2                            | Cedrik-Marcel Stebe                       | João Sousa Pablo Andújar               | Roberto Bautista-Agut Thomas Fabbiano Dušan Lajović Roberto Carballés Baena |
| 30.     | 22 lipca | Swiss Open Gstaad Gstaad ATP Tour 250 586 140 € – Ceglana            | Sander Gillé Joran Vliegen          | 6:4, 6:3                            | Philipp Oswald Filip Polášek              | João Sousa Pablo Andújar               | Roberto Bautista-Agut Thomas Fabbiano Dušan Lajović Roberto Carballés Baena |
| 31.     | 29 lipca | Washington Open Waszyngton ATP Tour 500 2 046 340 $ – Twarda         | Nick Kyrgios                        | 7:6(4), 7:6(4)                      | Daniił Miedwiediew                        | Stefanos Tsitsipas Peter Gojowczyk     | Benoît Paire Norbert Gombos Marin Čilić Kyle Edmund                         |
| 31.     | 29 lipca | Washington Open Waszyngton ATP Tour 500 2 046 340 $ – Twarda         | Raven Klaasen Michael Venus         | 3:6, 6:3, 10–2                      | Jean-Julien Rojer Horia Tecău             | Stefanos Tsitsipas Peter Gojowczyk     | Benoît Paire Norbert Gombos Marin Čilić Kyle Edmund                         |
| 31.     | 29 lipca | Abierto Mexicano Los Cabos Los Cabos ATP Tour 250 858 565 $ – Twarda | Diego Schwartzman                   | 7:6(6), 6:3                         | Taylor Fritz                              | Radu Albot Guido Pella                 | Fabio Fognini Thanasi Kokkinakis Michaił Kukuszkin Kwon Soon-woo            |
| 31.     | 29 lipca | Abierto Mexicano Los Cabos Los Cabos ATP Tour 250 858 565 $ – Twarda | Romain Arneodo Hugo Nys             | 7:5, 5:7, 16–14                     | Dominic Inglot Austin Krajicek            | Radu Albot Guido Pella                 | Fabio Fognini Thanasi Kokkinakis Michaił Kukuszkin Kwon Soon-woo            |
| 31.     | 29 lipca | Austrian Open Kitzbühel ATP Tour 250 586 140 € – Ceglana             | Dominic Thiem                       | 7:6(0), 6:1                         | Albert Ramos-Viñolas                      | Lorenzo Sonego Casper Ruud             | Pablo Andújar Fernando Verdasco Pablo Cuevas Jérémy Chardy                  |
| 31.     | 29 lipca | Austrian Open Kitzbühel ATP Tour 250 586 140 € – Ceglana             | Philipp Oswald Filip Polášek        | 6:4, 6:4                            | Sander Gillé Joran Vliegen                | Lorenzo Sonego Casper Ruud             | Pablo Andújar Fernando Verdasco Pablo Cuevas Jérémy Chardy                  |

### Sierpień
| Tydzień | Data        | Turniej                                                                       | Zwycięzcy                          | Wynik                   | Finaliści                          | Półfinaliści                      | Ćwierćfinaliści                                                       |
| ------- | ----------- | ----------------------------------------------------------------------------- | ---------------------------------- | ----------------------- | ---------------------------------- | --------------------------------- | --------------------------------------------------------------------- |
| 32.     | 5 sierpnia  | Rogers Cup Montreal ATP Tour Masters 1000 6 338 885 $ – Twarda                | Rafael Nadal                       | 6:3, 6:0                | Daniił Miedwiediew                 | Gaël Monfils Karen Chaczanow      | Fabio Fognini Roberto Bautista-Agut Alexander Zverev Dominic Thiem    |
| 32.     | 5 sierpnia  | Rogers Cup Montreal ATP Tour Masters 1000 6 338 885 $ – Twarda                | Marcel Granollers Horacio Zeballos | 7:5, 7:5                | Robin Haase Wesley Koolhof         | Gaël Monfils Karen Chaczanow      | Fabio Fognini Roberto Bautista-Agut Alexander Zverev Dominic Thiem    |
| 33.     | 11 sierpnia | Western & Southern Open Cincinnati ATP Tour Masters 1000 6 735 690 $ – Twarda | Daniił Miedwiediew                 | 7:6(3), 6:4             | David Goffin                       | Novak Đoković Richard Gasquet     | Lucas Pouille Andriej Rublow Roberto Bautista-Agut Yoshihito Nishioka |
| 33.     | 11 sierpnia | Western & Southern Open Cincinnati ATP Tour Masters 1000 6 735 690 $ – Twarda | Ivan Dodig Filip Polášek           | 4:6, 6:4, 10–6          | Juan Sebastián Cabal Robert Farah  | Novak Đoković Richard Gasquet     | Lucas Pouille Andriej Rublow Roberto Bautista-Agut Yoshihito Nishioka |
| 34.     | 18 sierpnia | Winston-Salem Open Winston-Salem ATP Tour 250 807 210 $ – Twarda              | Hubert Hurkacz                     | 6:3, 3:6, 6:3           | Benoît Paire                       | Steve Johnson Denis Shapovalov    | Pablo Carreño-Busta John Millman Frances Tiafoe Andriej Rublow        |
| 34.     | 18 sierpnia | Winston-Salem Open Winston-Salem ATP Tour 250 807 210 $ – Twarda              | Łukasz Kubot Marcelo Melo          | 6:7(6), 6:1, 10–3       | Nicholas Monroe Tennys Sandgren    | Steve Johnson Denis Shapovalov    | Pablo Carreño-Busta John Millman Frances Tiafoe Andriej Rublow        |
| 35.–36. | 26 sierpnia | US Open Nowy Jork Wielki Szlem 26 758 750 $ – Twarda                          | Rafael Nadal                       | 7:5, 6:3, 5:7, 4:6, 6:4 | Daniił Miedwiediew                 | Grigor Dimitrow Matteo Berrettini | Stan Wawrinka Roger Federer Gaël Monfils Diego Schwartzman            |
| 35.–36. | 26 sierpnia | US Open Nowy Jork Wielki Szlem 26 758 750 $ – Twarda                          | Juan Sebastián Cabal Robert Farah  | 6:4, 7:5                | Marcel Granollers Horacio Zeballos | Grigor Dimitrow Matteo Berrettini | Stan Wawrinka Roger Federer Gaël Monfils Diego Schwartzman            |
| 35.–36. | 26 sierpnia | US Open Nowy Jork Wielki Szlem 26 758 750 $ – Twarda                          | Bethanie Mattek-Sands Jamie Murray | 6:2, 6:3                | Chan Hao-ching Michael Venus       | Grigor Dimitrow Matteo Berrettini | Stan Wawrinka Roger Federer Gaël Monfils Diego Schwartzman            |

### Wrzesień
| Tydzień | Data        | Turniej                                                                 | Zwycięzcy                            | Wynik               | Finaliści                            | Półfinaliści                               | Ćwierćfinaliści                                                            |
| ------- | ----------- | ----------------------------------------------------------------------- | ------------------------------------ | ------------------- | ------------------------------------ | ------------------------------------------ | -------------------------------------------------------------------------- |
| 38.     | 16 września | St. Petersburg Open Petersburg ATP Tour 250 1 248 665 $ – Twarda (hala) | Daniił Miedwiediew                   | 6:3, 6:1            | Borna Ćorić                          | Jahor Hierasimau João Sousa                | Andriej Rublow Matteo Berrettini Casper Ruud Michaił Kukuszkin             |
| 38.     | 16 września | St. Petersburg Open Petersburg ATP Tour 250 1 248 665 $ – Twarda (hala) | Divij Sharan Igor Zelenay            | 6:3, 3:6, 10–8      | Matteo Berrettini Simone Bolelli     | Jahor Hierasimau João Sousa                | Andriej Rublow Matteo Berrettini Casper Ruud Michaił Kukuszkin             |
| 38.     | 16 września | Moselle Open Metz ATP Tour 250 586 140 € – Twarda (hala)                | Jo-Wilfried Tsonga                   | 6:7(4), 7:6(4), 6:3 | Aljaž Bedene                         | Benoît Paire Lucas Pouille                 | Pablo Carreño-Busta Grégoire Barrère Filip Krajinović Nikoloz Basilaszwili |
| 38.     | 16 września | Moselle Open Metz ATP Tour 250 586 140 € – Twarda (hala)                | Robert Lindstedt Jan-Lennard Struff  | 2:6, 7:6(1), 10–4   | Nicolas Mahut Édouard Roger-Vasselin | Benoît Paire Lucas Pouille                 | Pablo Carreño-Busta Grégoire Barrère Filip Krajinović Nikoloz Basilaszwili |
| 39.     | 23 września | Chengdu Open Chengdu ATP Tour 250 1 213 295 $ – Twarda                  | Pablo Carreño-Busta                  | 6:7(5), 6:4, 7:6(3) | Aleksandr Bublik                     | Denis Shapovalov Lloyd Harris              | Jahor Hierasimau Cristian Garín Grigor Dimitrow João Sousa                 |
| 39.     | 23 września | Chengdu Open Chengdu ATP Tour 250 1 213 295 $ – Twarda                  | Nikola Ćaćić Dušan Lajović           | 7:6(9), 3:6, 10–3   | Jonatan Erlich Fabrice Martin        | Denis Shapovalov Lloyd Harris              | Jahor Hierasimau Cristian Garín Grigor Dimitrow João Sousa                 |
| 39.     | 23 września | Zhuhai Championships Zhuhai ATP Tour 250 1 000 000 $ – Twarda           | Alex de Minaur                       | 7:6(4), 6:4         | Adrian Mannarino                     | Albert Ramos-Viñolas Roberto Bautista-Agut | Damir Džumhur Gaël Monfils Borna Ćorić Andreas Seppi                       |
| 39.     | 23 września | Zhuhai Championships Zhuhai ATP Tour 250 1 000 000 $ – Twarda           | Sander Gillé Joran Vliegen           | 7:6(2), 7:6(4)      | Marcelo Demoliner Matwé Middelkoop   | Albert Ramos-Viñolas Roberto Bautista-Agut | Damir Džumhur Gaël Monfils Borna Ćorić Andreas Seppi                       |
| 40.     | 30 września | China Open Pekin ATP Tour 500 3 666 275 $ – Twarda                      | Dominic Thiem                        | 3:6, 6:4, 6:1       | Stefanos Tsitsipas                   | Karen Chaczanow Alexander Zverev           | Andy Murray Fabio Fognini John Isner Sam Querrey                           |
| 40.     | 30 września | China Open Pekin ATP Tour 500 3 666 275 $ – Twarda                      | Ivan Dodig Filip Polášek             | 6:3, 7:6(4)         | Łukasz Kubot Marcelo Melo            | Karen Chaczanow Alexander Zverev           | Andy Murray Fabio Fognini John Isner Sam Querrey                           |
| 40.     | 30 września | Japan Open Tennis Championships Tokio ATP Tour 500 2 046 340 $ – Twarda | Novak Đoković                        | 6:3, 6:2            | John Millman                         | David Goffin Reilly Opelka                 | Lucas Pouille Chung Hyeon Yasutaka Uchiyama Taro Daniel                    |
| 40.     | 30 września | Japan Open Tennis Championships Tokio ATP Tour 500 2 046 340 $ – Twarda | Nicolas Mahut Édouard Roger-Vasselin | 7:6(7), 6:4         | Nikola Mektić Franko Škugor          | David Goffin Reilly Opelka                 | Lucas Pouille Chung Hyeon Yasutaka Uchiyama Taro Daniel                    |

### Październik
| Tydzień | Data            | Turniej                                                               | Zwycięzcy                             | Wynik             | Finaliści                      | Półfinaliści                         | Ćwierćfinaliści                                                         |
| ------- | --------------- | --------------------------------------------------------------------- | ------------------------------------- | ----------------- | ------------------------------ | ------------------------------------ | ----------------------------------------------------------------------- |
| 41.     | 6 października  | Shanghai Masters Szanghaj ATP Tour Masters 1000 8 322 885 $ – Twarda  | Daniił Miedwiediew                    | 6:4, 6:1          | Alexander Zverev               | Stefanos Tsitsipas Matteo Berrettini | Novak Đoković Fabio Fognini Dominic Thiem Roger Federer                 |
| 41.     | 6 października  | Shanghai Masters Szanghaj ATP Tour Masters 1000 8 322 885 $ – Twarda  | Mate Pavić Bruno Soares               | 6:4, 6:2          | Łukasz Kubot Marcelo Melo      | Stefanos Tsitsipas Matteo Berrettini | Novak Đoković Fabio Fognini Dominic Thiem Roger Federer                 |
| 42.     | 14 października | Kremlin Cup Moskwa ATP Tour 250 922 520 $ – Twarda (hala)             | Andriej Rublow                        | 6:4, 6:0          | Adrian Mannarino               | Marin Čilić Andreas Seppi            | Nikola Milojević Jérémy Chardy Dušan Lajović Karen Chaczanow            |
| 42.     | 14 października | Kremlin Cup Moskwa ATP Tour 250 922 520 $ – Twarda (hala)             | Marcelo Demoliner Matwé Middelkoop    | 6:1, 6:2          | Simone Bolelli Andrés Molteni  | Marin Čilić Andreas Seppi            | Nikola Milojević Jérémy Chardy Dušan Lajović Karen Chaczanow            |
| 42.     | 14 października | Stockholm Open Sztokholm ATP Tour 250 711 275 € – Twarda (hala)       | Denis Shapovalov                      | 6:4, 6:4          | Filip Krajinović               | Yūichi Sugita Pablo Carreño-Busta    | Janko Tipsarević Cedrik-Marcel Stebe Yoshihito Nishioka Sam Querrey     |
| 42.     | 14 października | Stockholm Open Sztokholm ATP Tour 250 711 275 € – Twarda (hala)       | Henri Kontinen Édouard Roger-Vasselin | 6:4, 6:2          | Mate Pavić Bruno Soares        | Yūichi Sugita Pablo Carreño-Busta    | Janko Tipsarević Cedrik-Marcel Stebe Yoshihito Nishioka Sam Querrey     |
| 42.     | 14 października | European Open Antwerpia ATP Tour 250 711 275 € – Twarda (hala)        | Andy Murray                           | 3:6, 6:4, 6:4     | Stan Wawrinka                  | Jannik Sinner Ugo Humbert            | Frances Tiafoe Gilles Simon Marius Copil Guido Pella                    |
| 42.     | 14 października | European Open Antwerpia ATP Tour 250 711 275 € – Twarda (hala)        | Kevin Krawietz Andreas Mies           | 7:6(1), 6:3       | Rajeev Ram Joe Salisbury       | Jannik Sinner Ugo Humbert            | Frances Tiafoe Gilles Simon Marius Copil Guido Pella                    |
| 43.     | 21 października | Vienna Open Wiedeń ATP Tour 500 2 433 810 € – Twarda (hala)           | Dominic Thiem                         | 3:6, 6:4, 6:3     | Diego Schwartzman              | Matteo Berrettini Gaël Monfils       | Pablo Carreño-Busta Andriej Rublow Aljaž Bedene Karen Chaczanow         |
| 43.     | 21 października | Vienna Open Wiedeń ATP Tour 500 2 433 810 € – Twarda (hala)           | Rajeev Ram Joe Salisbury              | 6:4, 6:7(5), 10–5 | Łukasz Kubot Marcelo Melo      | Matteo Berrettini Gaël Monfils       | Pablo Carreño-Busta Andriej Rublow Aljaž Bedene Karen Chaczanow         |
| 43.     | 21 października | Swiss Indoors Basel Bazylea ATP Tour 500 2 219 975 € – Twarda (hala)  | Roger Federer                         | 6:2, 6:2          | Alex de Minaur                 | Stefanos Tsitsipas Reilly Opelka     | Stan Wawrinka Filip Krajinović Roberto Bautista-Agut Jan-Lennard Struff |
| 43.     | 21 października | Swiss Indoors Basel Bazylea ATP Tour 500 2 219 975 € – Twarda (hala)  | Jean-Julien Rojer Horia Tecău         | 7:5, 6:3          | Taylor Fritz Reilly Opelka     | Stefanos Tsitsipas Reilly Opelka     | Stan Wawrinka Filip Krajinović Roberto Bautista-Agut Jan-Lennard Struff |
| 44.     | 28 października | Paris Masters Paryż ATP Tour Masters 1000 5 791 280 € – Twarda (hala) | Novak Đoković                         | 6:3, 6:4          | Denis Shapovalov               | Grigor Dimitrow Rafael Nadal         | Stefanos Tsitsipas Cristian Garín Gaël Monfils Jo-Wilfried Tsonga       |
| 44.     | 28 października | Paris Masters Paryż ATP Tour Masters 1000 5 791 280 € – Twarda (hala) | Pierre-Hugues Herbert Nicolas Mahut   | 6:4, 6:1          | Karen Chaczanow Andriej Rublow | Grigor Dimitrow Rafael Nadal         | Stefanos Tsitsipas Cristian Garín Gaël Monfils Jo-Wilfried Tsonga       |

### Listopad
| Tydzień | Data         | Turniej                                                                                    | Zwycięzcy                           | Wynik               | Finaliści                   | Półfinaliści                     | Faza grupowa                                                    |
| ------- | ------------ | ------------------------------------------------------------------------------------------ | ----------------------------------- | ------------------- | --------------------------- | -------------------------------- | --------------------------------------------------------------- |
| 45.     | 5 listopada  | Next Generation ATP Finals Mediolan Next Generation ATP Finals 1 400 000 $ – Twarda (hala) | Jannik Sinner                       | 4:2, 4:1, 4:2       | Alex de Minaur              | Frances Tiafoe Miomir Kecmanović | Casper Ruud Alejandro Davidovich Fokina Mikael Ymer Ugo Humbert |
| 46.     | 10 listopada | ATP Finals Londyn ATP Finals 9 000 000 $ – Twarda (hala)                                   | Stefanos Tsitsipas                  | 6:7(6), 6:2, 7:6(4) | Dominic Thiem               | Roger Federer Alexander Zverev   | Rafael Nadal Daniił Miedwiediew Novak Đoković Matteo Berrettini |
| 46.     | 10 listopada | ATP Finals Londyn ATP Finals 9 000 000 $ – Twarda (hala)                                   | Pierre-Hugues Herbert Nicolas Mahut | 6:3, 6:4            | Raven Klaasen Michael Venus | Roger Federer Alexander Zverev   | Rafael Nadal Daniił Miedwiediew Novak Đoković Matteo Berrettini |

## Wielki Szlem
| Turniej         | Gra pojedyncza | Gra podwójna                        | Gra mieszana                       |
| Australian Open | Novak Đoković  | Pierre-Hugues Herbert Nicolas Mahut | Rajeev Ram Barbora Krejčíková      |
| French Open     | Rafael Nadal   | Kevin Krawietz Andreas Mies         | Ivan Dodig Latisha Chan            |
| Wimbledon       | Novak Đoković  | Juan Sebastián Cabal Robert Farah   | Ivan Dodig Latisha Chan            |
| US Open         | Rafael Nadal   | Juan Sebastián Cabal Robert Farah   | Jamie Murray Bethanie Mattek-Sands |

## Wygrane turnieje

### Klasyfikacja tenisistów
| Wygrane | Zawodnik               | S | D | X | S | D | S | D | S | D | S | D | S | D | X |
| ------- | ---------------------- | - | - | - | - | - | - | - | - | - | - | - | - | - | - |
| 6       | Ivan Dodig             |   |   | 2 |   |   |   | 1 |   | 1 |   | 2 | 0 | 4 | 2 |
| 5       | Novak Đoković          | 2 |   |   |   |   | 2 |   | 1 |   |   |   | 5 | 0 | 0 |
| 5       | Juan Sebastián Cabal   |   | 2 |   |   |   |   | 1 |   | 1 |   | 1 | 0 | 5 | 0 |
| 5       | Robert Farah           |   | 2 |   |   |   |   | 1 |   | 1 |   | 1 | 0 | 5 | 0 |
| 5       | Dominic Thiem          |   |   |   |   |   | 1 |   | 3 |   | 1 |   | 5 | 0 | 0 |
| 4       | Rafael Nadal           | 2 |   |   |   |   | 2 |   |   |   |   |   | 4 | 0 | 0 |
| 4       | Nicolas Mahut          |   | 1 |   |   | 1 |   | 1 |   | 1 |   |   | 0 | 4 | 0 |
| 4       | Pierre-Hugues Herbert  |   | 1 |   |   | 1 |   | 1 |   |   |   | 1 | 0 | 4 | 0 |
| 4       | Daniił Miedwiediew     |   |   |   |   |   | 2 |   |   |   | 2 |   | 4 | 0 | 0 |
| 4       | Roger Federer          |   |   |   |   |   | 1 |   | 3 |   |   |   | 4 | 0 | 0 |
| 4       | Édouard Roger-Vasselin |   |   |   |   |   |   |   |   | 1 |   | 3 | 0 | 4 | 0 |
| 3       | Kevin Krawietz         |   | 1 |   |   |   |   |   |   |   |   | 2 | 0 | 3 | 0 |
| 3       | Andreas Mies           |   | 1 |   |   |   |   |   |   |   |   | 2 | 0 | 3 | 0 |
| 3       | Rajeev Ram             |   |   | 1 |   |   |   |   |   | 2 |   |   | 0 | 2 | 1 |
| 3       | Stefanos Tsitsipas     |   |   |   | 1 |   |   |   |   |   | 2 |   | 3 | 0 | 0 |
| 3       | Nikola Mektić          |   |   |   |   |   |   | 2 |   |   |   | 1 | 0 | 3 | 0 |
| 3       | Horacio Zeballos       |   |   |   |   |   |   | 2 |   |   |   | 1 | 0 | 3 | 0 |
| 3       | Filip Polášek          |   |   |   |   |   |   | 1 |   | 1 |   | 1 | 0 | 3 | 0 |
| 3       | Bruno Soares           |   |   |   |   |   |   | 1 |   |   |   | 2 | 0 | 3 | 0 |
| 3       | Jérémy Chardy          |   |   |   |   |   |   |   |   | 1 |   | 2 | 0 | 3 | 0 |
| 3       | Máximo González        |   |   |   |   |   |   |   |   | 1 |   | 2 | 0 | 3 | 0 |
| 3       | Jürgen Melzer          |   |   |   |   |   |   |   |   | 1 |   | 2 | 0 | 3 | 0 |
| 3       | Alex de Minaur         |   |   |   |   |   |   |   |   |   | 3 |   | 3 | 0 | 0 |
| 3       | Sander Gillé           |   |   |   |   |   |   |   |   |   |   | 3 | 0 | 3 | 0 |
| 3       | Joran Vliegen          |   |   |   |   |   |   |   |   |   |   | 3 | 0 | 3 | 0 |
| 2       | Jamie Murray           |   |   | 1 |   |   |   |   |   |   |   | 1 | 0 | 1 | 1 |
| 2       | Jean-Julien Rojer      |   |   |   |   |   |   | 1 |   | 1 |   |   | 0 | 2 | 0 |
| 2       | Horia Tecău            |   |   |   |   |   |   | 1 |   | 1 |   |   | 0 | 2 | 0 |
| 2       | Bob Bryan              |   |   |   |   |   |   | 1 |   |   |   | 1 | 0 | 2 | 0 |
| 2       | Mike Bryan             |   |   |   |   |   |   | 1 |   |   |   | 1 | 0 | 2 | 0 |
| 2       | Marcel Granollers      |   |   |   |   |   |   | 1 |   |   |   | 1 | 0 | 2 | 0 |
| 2       | Mate Pavić             |   |   |   |   |   |   | 1 |   |   |   | 1 | 0 | 2 | 0 |
| 2       | Franko Škugor          |   |   |   |   |   |   | 1 |   |   |   | 1 | 0 | 2 | 0 |
| 2       | Nick Kyrgios           |   |   |   |   |   |   |   | 2 |   |   |   | 2 | 0 | 0 |
| 2       | Feliciano López        |   |   |   |   |   |   |   | 1 | 1 |   |   | 1 | 1 | 0 |
| 2       | Raven Klaasen          |   |   |   |   |   |   |   |   | 2 |   |   | 0 | 2 | 0 |
| 2       | Joe Salisbury          |   |   |   |   |   |   |   |   | 2 |   |   | 0 | 2 | 0 |
| 2       | Michael Venus          |   |   |   |   |   |   |   |   | 2 |   |   | 0 | 2 | 0 |
| 2       | Nicolás Jarry          |   |   |   |   |   |   |   |   | 1 | 1 |   | 1 | 1 | 0 |
| 2       | Andy Murray            |   |   |   |   |   |   |   |   | 1 | 1 |   | 1 | 1 | 0 |
| 2       | Alexander Zverev       |   |   |   |   |   |   |   |   | 1 | 1 |   | 1 | 1 | 0 |
| 2       | Henri Kontinen         |   |   |   |   |   |   |   |   | 1 |   | 1 | 0 | 2 | 0 |
| 2       | Oliver Marach          |   |   |   |   |   |   |   |   | 1 |   | 1 | 0 | 2 | 0 |
| 2       | Matteo Berrettini      |   |   |   |   |   |   |   |   |   | 2 |   | 2 | 0 | 0 |
| 2       | Cristian Garín         |   |   |   |   |   |   |   |   |   | 2 |   | 2 | 0 | 0 |
| 2       | Benoît Paire           |   |   |   |   |   |   |   |   |   | 2 |   | 2 | 0 | 0 |
| 2       | Jo-Wilfried Tsonga     |   |   |   |   |   |   |   |   |   | 2 |   | 2 | 0 | 0 |
| 2       | Dušan Lajović          |   |   |   |   |   |   |   |   |   | 1 | 1 | 1 | 1 | 0 |
| 2       | Dominic Inglot         |   |   |   |   |   |   |   |   |   |   | 2 | 0 | 2 | 0 |
| 2       | Austin Krajicek        |   |   |   |   |   |   |   |   |   |   | 2 | 0 | 2 | 0 |
| 2       | Fabrice Martin         |   |   |   |   |   |   |   |   |   |   | 2 | 0 | 2 | 0 |
| 2       | Philipp Oswald         |   |   |   |   |   |   |   |   |   |   | 2 | 0 | 2 | 0 |
| 2       | Divij Sharan           |   |   |   |   |   |   |   |   |   |   | 2 | 0 | 2 | 0 |
| 2       | Jan-Lennard Struff     |   |   |   |   |   |   |   |   |   |   | 2 | 0 | 2 | 0 |
| 1       | Fabio Fognini          |   |   |   |   |   | 1 |   |   |   |   |   | 1 | 0 | 0 |
| 1       | Nikoloz Basilaszwili   |   |   |   |   |   |   |   | 1 |   |   |   | 1 | 0 | 0 |
| 1       | Laslo Đere             |   |   |   |   |   |   |   | 1 |   |   |   | 1 | 0 | 0 |
| 1       | Gaël Monfils           |   |   |   |   |   |   |   | 1 |   |   |   | 1 | 0 | 0 |
| 1       | Mischa Zverev          |   |   |   |   |   |   |   |   | 1 |   |   | 0 | 1 | 0 |
| 1       | Radu Albot             |   |   |   |   |   |   |   |   |   | 1 |   | 1 | 0 | 0 |
| 1       | Kevin Anderson         |   |   |   |   |   |   |   |   |   | 1 |   | 1 | 0 | 0 |
| 1       | Roberto Bautista-Agut  |   |   |   |   |   |   |   |   |   | 1 |   | 1 | 0 | 0 |
| 1       | Pablo Carreño-Busta    |   |   |   |   |   |   |   |   |   | 1 |   | 1 | 0 | 0 |
| 1       | Marco Cecchinato       |   |   |   |   |   |   |   |   |   | 1 |   | 1 | 0 | 0 |
| 1       | Taylor Fritz           |   |   |   |   |   |   |   |   |   | 1 |   | 1 | 0 | 0 |
| 1       | Hubert Hurkacz         |   |   |   |   |   |   |   |   |   | 1 |   | 1 | 0 | 0 |
| 1       | John Isner             |   |   |   |   |   |   |   |   |   | 1 |   | 1 | 0 | 0 |
| 1       | Juan Ignacio Londero   |   |   |   |   |   |   |   |   |   | 1 |   | 1 | 0 | 0 |
| 1       | Adrian Mannarino       |   |   |   |   |   |   |   |   |   | 1 |   | 1 | 0 | 0 |
| 1       | Kei Nishikori          |   |   |   |   |   |   |   |   |   | 1 |   | 1 | 0 | 0 |
| 1       | Reilly Opelka          |   |   |   |   |   |   |   |   |   | 1 |   | 1 | 0 | 0 |
| 1       | Guido Pella            |   |   |   |   |   |   |   |   |   | 1 |   | 1 | 0 | 0 |
| 1       | Albert Ramos-Viñolas   |   |   |   |   |   |   |   |   |   | 1 |   | 1 | 0 | 0 |
| 1       | Andriej Rublow         |   |   |   |   |   |   |   |   |   | 1 |   | 1 | 0 | 0 |
| 1       | Tennys Sandgren        |   |   |   |   |   |   |   |   |   | 1 |   | 1 | 0 | 0 |
| 1       | Diego Schwartzman      |   |   |   |   |   |   |   |   |   | 1 |   | 1 | 0 | 0 |
| 1       | Denis Shapovalov       |   |   |   |   |   |   |   |   |   | 1 |   | 1 | 0 | 0 |
| 1       | Lorenzo Sonego         |   |   |   |   |   |   |   |   |   | 1 |   | 1 | 0 | 0 |
| 1       | Romain Arneodo         |   |   |   |   |   |   |   |   |   |   | 1 | 0 | 1 | 0 |
| 1       | Rohan Bopanna          |   |   |   |   |   |   |   |   |   |   | 1 | 0 | 1 | 0 |
| 1       | Nikola Ćaćić           |   |   |   |   |   |   |   |   |   |   | 1 | 0 | 1 | 0 |
| 1       | Marcus Daniell         |   |   |   |   |   |   |   |   |   |   | 1 | 0 | 1 | 0 |
| 1       | Federico Delbonis      |   |   |   |   |   |   |   |   |   |   | 1 | 0 | 1 | 0 |
| 1       | Marcelo Demoliner      |   |   |   |   |   |   |   |   |   |   | 1 | 0 | 1 | 0 |
| 1       | Jonatan Erlich         |   |   |   |   |   |   |   |   |   |   | 1 | 0 | 1 | 0 |
| 1       | David Goffin           |   |   |   |   |   |   |   |   |   |   | 1 | 0 | 1 | 0 |
| 1       | Santiago González      |   |   |   |   |   |   |   |   |   |   | 1 | 0 | 1 | 0 |
| 1       | Robin Haase            |   |   |   |   |   |   |   |   |   |   | 1 | 0 | 1 | 0 |
| 1       | Roman Jebavý           |   |   |   |   |   |   |   |   |   |   | 1 | 0 | 1 | 0 |
| 1       | Wesley Koolhof         |   |   |   |   |   |   |   |   |   |   | 1 | 0 | 1 | 0 |
| 1       | Łukasz Kubot           |   |   |   |   |   |   |   |   |   |   | 1 | 0 | 1 | 0 |
| 1       | Robert Lindstedt       |   |   |   |   |   |   |   |   |   |   | 1 | 0 | 1 | 0 |
| 1       | Ben McLachlan          |   |   |   |   |   |   |   |   |   |   | 1 | 0 | 1 | 0 |
| 1       | Marcelo Melo           |   |   |   |   |   |   |   |   |   |   | 1 | 0 | 1 | 0 |
| 1       | Matwé Middelkoop       |   |   |   |   |   |   |   |   |   |   | 1 | 0 | 1 | 0 |
| 1       | Andrés Molteni         |   |   |   |   |   |   |   |   |   |   | 1 | 0 | 1 | 0 |
| 1       | Frederik Nielsen       |   |   |   |   |   |   |   |   |   |   | 1 | 0 | 1 | 0 |
| 1       | Hugo Nys               |   |   |   |   |   |   |   |   |   |   | 1 | 0 | 1 | 0 |
| 1       | John Peers             |   |   |   |   |   |   |   |   |   |   | 1 | 0 | 1 | 0 |
| 1       | Tim Pütz               |   |   |   |   |   |   |   |   |   |   | 1 | 0 | 1 | 0 |
| 1       | Aisam-ul-Haq Qureshi   |   |   |   |   |   |   |   |   |   |   | 1 | 0 | 1 | 0 |
| 1       | Artem Sitak            |   |   |   |   |   |   |   |   |   |   | 1 | 0 | 1 | 0 |
| 1       | Ken Skupski            |   |   |   |   |   |   |   |   |   |   | 1 | 0 | 1 | 0 |
| 1       | Neal Skupski           |   |   |   |   |   |   |   |   |   |   | 1 | 0 | 1 | 0 |
| 1       | Serhij Stachowski      |   |   |   |   |   |   |   |   |   |   | 1 | 0 | 1 | 0 |
| 1       | Igor Zelenay           |   |   |   |   |   |   |   |   |   |   | 1 | 0 | 1 | 0 |

### Klasyfikacja państw
| Wygrane | Państwo           | S | D | X | S | D | S | D | S | D | S | D | S | D  | X |
| ------- | ----------------- | - | - | - | - | - | - | - | - | - | - | - | - | -- | - |
| 16      | Francja           |   | 1 |   |   | 1 |   | 1 | 1 | 1 | 5 | 6 | 6 | 10 | 0 |
| 11      | Hiszpania         | 2 |   |   |   |   | 2 | 1 | 1 | 1 | 3 | 1 | 8 | 3  | 0 |
| 11      | Chorwacja         |   |   | 2 |   |   |   | 4 |   |   |   | 5 | 0 | 9  | 2 |
| 11      | Stany Zjednoczone |   |   | 1 |   |   |   | 1 |   | 2 | 4 | 3 | 4 | 6  | 1 |
| 11      | Austria           |   |   |   |   |   | 1 |   | 3 | 1 | 1 | 5 | 5 | 6  | 0 |
| 9       | Wielka Brytania   |   |   | 1 |   |   |   |   |   | 3 | 1 | 4 | 1 | 7  | 1 |
| 9       | Argentyna         |   |   |   |   |   |   | 2 |   | 1 | 3 | 3 | 3 | 6  | 0 |
| 8       | Serbia            | 2 |   |   |   |   | 2 |   | 2 |   | 1 | 1 | 7 | 1  | 0 |
| 8       | Niemcy            |   | 1 |   |   |   |   |   |   | 1 | 1 | 5 | 1 | 7  | 0 |
| 6       | Australia         |   |   |   |   |   |   |   | 2 |   | 3 | 1 | 5 | 1  | 0 |
| 5       | Kolumbia          |   | 2 |   |   |   |   | 1 |   | 1 |   | 1 | 0 | 5  | 0 |
| 5       | Rosja             |   |   |   |   |   | 2 |   |   |   | 3 |   | 5 | 0  | 0 |
| 5       | Włochy            |   |   |   |   |   | 1 |   |   |   | 4 |   | 5 | 0  | 0 |
| 5       | Holandia          |   |   |   |   |   |   | 1 |   | 1 |   | 3 | 0 | 5  | 0 |
| 5       | Brazylia          |   |   |   |   |   |   | 1 |   |   |   | 4 | 0 | 5  | 0 |
| 4       | Szwajcaria        |   |   |   |   |   | 1 |   | 3 |   |   |   | 4 | 0  | 0 |
| 4       | Nowa Zelandia     |   |   |   |   |   |   |   |   | 2 |   | 2 | 0 | 4  | 0 |
| 4       | Chile             |   |   |   |   |   |   |   |   | 1 | 3 |   | 3 | 1  | 0 |
| 4       | Belgia            |   |   |   |   |   |   |   |   |   |   | 4 | 0 | 4  | 0 |
| 3       | Grecja            |   |   |   | 1 |   |   |   |   |   | 2 |   | 3 | 0  | 0 |
| 3       | Słowacja          |   |   |   |   |   |   | 1 |   |   |   | 2 | 0 | 3  | 0 |
| 3       | Południowa Afryka |   |   |   |   |   |   |   |   | 2 | 1 |   | 1 | 2  | 0 |
| 2       | Rumunia           |   |   |   |   |   |   | 1 |   | 1 |   |   | 0 | 2  | 0 |
| 2       | Finlandia         |   |   |   |   |   |   |   |   | 1 |   | 1 | 0 | 2  | 0 |
| 2       | Japonia           |   |   |   |   |   |   |   |   |   | 1 | 1 | 1 | 1  | 0 |
| 2       | Polska            |   |   |   |   |   |   |   |   |   | 1 | 1 | 1 | 1  | 0 |
| 2       | Indie             |   |   |   |   |   |   |   |   |   |   | 2 | 0 | 2  | 0 |
| 1       | Gruzja            |   |   |   |   |   |   |   | 1 |   |   |   | 1 | 0  | 0 |
| 1       | Kanada            |   |   |   |   |   |   |   |   |   | 1 |   | 1 | 0  | 0 |
| 1       | Mołdawia          |   |   |   |   |   |   |   |   |   | 1 |   | 1 | 0  | 0 |
| 1       | Czechy            |   |   |   |   |   |   |   |   |   |   | 1 | 0 | 1  | 0 |
| 1       | Dania             |   |   |   |   |   |   |   |   |   |   | 1 | 0 | 1  | 0 |
| 1       | Izrael            |   |   |   |   |   |   |   |   |   |   | 1 | 0 | 1  | 0 |
| 1       | Meksyk            |   |   |   |   |   |   |   |   |   |   | 1 | 0 | 1  | 0 |
| 1       | Monako            |   |   |   |   |   |   |   |   |   |   | 1 | 0 | 1  | 0 |
| 1       | Pakistan          |   |   |   |   |   |   |   |   |   |   | 1 | 0 | 1  | 0 |
| 1       | Szwecja           |   |   |   |   |   |   |   |   |   |   | 1 | 0 | 1  | 0 |
| 1       | Ukraina           |   |   |   |   |   |   |   |   |   |   | 1 | 0 | 1  | 0 |

## Obronione tytuły
Gra pojedyncza
- Rafael Nadal – Rzym, French Open, Montreal
- Novak Đoković – Wimbledon
- Nikoloz Basilaszwili – Hamburg
- Roger Federer – Bazylea

Gra podwójna
- Horacio Zeballos – Buenos Aires
- Federico Delbonis – São Paulo
- Máximo González – São Paulo
- Bob Bryan – Miami
- Mike Bryan – Miami
- Juan Sebastián Cabal – Rzym
- Robert Farah – Rzym
- Oliver Marach – Genewa
- Mate Pavić – Genewa
- Dominic Inglot – Rosmalen
- Robin Haase – Umag

Gra mieszana
- Ivan Dodig – French Open
- Jamie Murray – US Open